# Bo Särlvik
Bo Särlvik, född 10 februari 1928 i Borås, död 25 januari 1998 i Örgryte församling, Göteborg, var en svensk professor i statsvetenskap.  
Bo Särlvik disputerade i statsvetenskap vid Göteborgs universitet 1970 för doktorsgraden med avhandlingen "Electoral behavior in the Swedish multiparty system". Han blev docent i ämnet samma år. 
Under sina studieår var Särlvik aktiv i Göteborgs socialdemokratiska studentförening, i vars styrelse han ingick 1953-1955. 
Särlvik var August Röhss professor i statsvetenskap vid Göteborgs universitet åren 1982–1994. Särlvik lade år 1954, tillsammans med Jörgen Westerståhl, grunden till det fortsatt verksamma svenska Valforskningsprogrammet. Särlvik hade också huvudansvaret för valundersökningarna från 1960 till 1973.
En period i mitten av 1950-talet [när?] var Särlvik sekreterare åt statsminister Tage Erlander.[källa behövs]
Under åren 1973–1982 var Särlvik professor i statsvetenskap vid University of Essex. Tillsammans med kollegan Ivor Crewe introducerade han användningen av valundersökningar i Storbritannien. De genomförde fyra sådana under sin tid i Storbritannien. Crewe och Särlvik var också de första redaktörerna för den nystartade vetenskapliga tidskriften Electoral Studies.
Bo Särvik var också huvudsekreterare för Humanistisk-samhällsvetenskapliga forskningsrådet (HSFR) under åren 1988–1994. Särlvik var dekanus för den Samhällsvetenskapliga fakulteten vid Göteborgs universitet under åren 1984–1988. In på 1990-talet var Särlvik professor på statsvetenskapliga institutionen i Göteborg och gjorde sig där känd för en något auktoritär stil som seminarieledare. 
Han var gift med Ingegerd Särlvik från 1954 till sin död 1998.